# La bóveda de la muerte
La bóveda de la muerte es el 13.º episodio de la primera temporada de los Thunderbirds, serie de televisión de Gerry Anderson para Supermarionation fue el 7.º episodio producido. El episodio salió al aire primero en ATV Midlands el 23 de diciembre de 1965. Fue escrito por Dennis Spooner y dirigido por David Elliott.

## Sinopsis
En el Banco de Inglaterra, un empleado ha quedado atrapado en una bóveda de cerradura de tiempo que se programa para permanecer cerrada durante dos años. El aire está siendo bombeado hacia afuera y el empleado podría morir pronto. Los Thunderbirds llegan salvar al hombre por diversos medios. ¿Con el tiempo corriendo afuera la situación desesperada hasta que Penélope y Parker lleguen y piensen en una manera ingeniosa de abrir la bóveda?

## Argumento
Un policía está de pie en guardia fuera del Banco de Inglaterra en el medio de una noche brumosa cuando él oye pasos acercándose. Es Penélope que dice que se ha perdido y pide indicaciones para llegar a la Torre de Londres. De repente el alguacil es cloroformizado por Parker que esconde el cuerpo inconsciente. Él deja fuera de funcionamiento la alarma y las luces se apagan, por estar conectadas al mismo circuito. Penélope coloca un explosivo en la puerta y enciende la mecha. Ellos se cubren y cuando el reloj marca las diez, la puerta explota separándose, mientras se abre el banco. Ellos entran.
Llegando a la bóveda, Parker usa sus increíbles habilidades. Él está usando un estetoscopio y está en contra de usar el equipo moderno. El policía empieza a volver en si. Varias horas más tarde Parker prueba una combinación más. Funciona y la bóveda se abre.
Los empleados del banco surgen de su escondite; el robo ha sido desde el principio un juego. Lord Silton, el gerente, está particularmente emocionado ya que ahora le permitirán seguir adelante con sus planes para una nueva y más segura bóveda. Él promete ir a cenar en la casa de Penélope. Después de presumir a los otros empleados, Parker le hace prometer a Silton que cualquier "problema" se tendrá en cuenta. Afuera, el policía está sonando su silbato frenéticamente pidiendo ayuda.
Después en el FAB 1 Penélope felicita a Parker por su actuación. Parker solo puede pensar en otro hombre que podría hacer el trabajo y él está "jubilado". Todo es normal en la Prisión Parkwood Scrubs hasta que las autoridades descubren que un túnel de escape ha sido excavado de la celda de uno de los presos. La alarma suena pero ellos no se dan cuenta de que él está escondido en un bote.
Al día siguiente la nueva bóveda ha sido colocada y Silton se la muestra a su jefe, Lovegrove. Silton detesta el cambio pero esta consciente que la nueva bóveda es necesaria para guardar la riqueza de Inglaterra. La única llave siempre la lleva Silton. Está se cierra por tiempo y cuando todos los empleados terminan son registrados. Solo Lambert no está presente pero un hombre dice haberle visto salir antes. Satisfecho que la bóveda está vacía, Silton introduce la llave en la cerradura y una enorme y gruesa puerta de metal desciende. Luego el aire empieza a ser bombeado fuera, un aditamento con el que Lovegrove esta particularmente impresionado.
Desconocido por los demás, Lambert está trabajando de hecho todavía en la bóveda, después de haber reentrado antes. Silton está de camino con Penélope y le da las buenas noches a Lovegrove. Lambert continúa trabajando, desprevenido que él está perdiendo oxígeno. No habiendo encontrado a Lambert en ningún lugar, Lovegrove empieza a pensar que él puede estar en la bóveda. Él intenta avisar a Lambert, pero Lambert no desea ser perturbado y pone la radio en su cajón. Lovegrove comprende que él está dentro y decide avisarle a Silton a través de la línea de emergencia.
En la Mansión Creighton-Ward, Silton agradece a Penélope y desea poder tener un sirviente como Parker. Parker está burlándose entretanto de Lil, la cocinera de Penélope que lo llama "Curioso". Ella le da su estofado y un papel. Él nota que su compañero de celda anterior, Fred "dedos ligeros", ha escapado de prisión. Entretanto, en un camión que lleva los botes fuera de Parkwood Scrubs, uno de los botes cae fuera del camión, rueda abajo una colina y choca con un árbol. Fred surge, cubierto de basura.
Penélope llama a Parker y le dice que saque el té. El escucha un ruido de un dispositivo en la bolsa de Silton; le quieren inmediatamente en el banco. Parker entra cuando Penélope sugiere que el banco está siendo robando y él le tira el te a Silton. Penélope le dice que limpie el tiradero.
Lambert todavía está trabajando, olvidado a la situación. Silton intenta avisar al banco usando el videófono pero Parker corta los alambres. Penélope requiere su ayuda. Unas pinzas de electricista caen de su chaleco pero él dice haber estado recortando las rosas. Penélope le dice a Parker que saque el FAB 1 y ella asegura Silton que puede viajar a velocidades increíbles. Parker, sin embargo, lo maneja a paso de caracol. Penélope le dice que acelere pero él toma el camino incorrecto.
Con solo 90 minutos para que el suministro de aire de Lambert se termine, Lovegrove decide llamar a Rescate Internacional. En el Thunderbird 5, John pasa el mensaje a Jeff. Los otros hermanos Tracy son llamados de la picina y Scott sale en el Thunderbird 1. Él le pide al Thunderbird 2 con la Vaina 5 y Jeff decide que Alan puede acompañar a Virgil.
Solo la mitad del aire todavía está en la bóveda. Thunderbird 1 llega al Helipuerto de la ciudad de Londres con solo una hora para que se termine el aire. El Thunderbird 2 también aterriza en el helipuerto poco después. Desgraciadamente, debido al número de cables subterráneos, La Mole no puede usarse para entrar en la bóveda.
Virgil y Alan prueban cortando a través de la puerta. FAB 1 llega al borde de un precipicio llamado 'el Salto del Amante' en el medio de la nada. Parker dice haberse perdido pero Penélope ha tenido bastante y lo saca para exigirle una explicación. Finalmente, Parker explica cómo él compartía una celda con Fred. Un día Fred declaró que cuando él saliera libre él irrumpiría en el Banco de Inglaterra. Parker piensa que esta emergencia pudiera ser él, y se niega a detener el plan de su amigo.
Penélope decide manejar a Londres pero cuando ella se olvida de poner la marcha atrás, ellos casi caen al precipicio. Posteriormente encuentran el camino principal, y Penélope maneja atrozmente, mientras pasan al lado de un árbol y forzando a otro automóvil a salir del camino.
El corte no va bien. Scott ha encontrado un punto débil debajo de la tierra pero sin La Mole es inútil. Lambert está empezando a notar el calor. Scott pregunta a la base si ellos tienen alguna idea acerca de cómo completar el rescate. La abuela sugiere que ellos podrían tener acceso por los viejos y ahora en desuso túneles del antiguo metro de Londres.
Usando a su hoverjets, Virgil y Alan bajan a uno de los túneles. Penélope maneja a través de un campo como atajo, dejando a Parker y Silton aterrados. Virgil y Alan llegan a la estación Banco. Comprendiendo que él apenas puede respirar, Lambert intenta salir de la bóveda, solo para descubrir que la puerta está cerrada. Virgil y Alan encuentran el punto débil en el pozo del elevador. Lambert tiene solo tres minutos.
Virgil y Alan empiezan a taladrar el muro. FAB 1 llega al banco y Penélope decide manejar más a menudo. Lovegrove le insta a Silton que use su llave electrónica para abrir la puerta pero él la ha dejado en la Mansión Creighton-Ward. Parker ha estado examinando la puerta y ha pedido una de las grapas de pelo de Penélope.
Lambert está a punto de llamar a Rescate Internacional cuando Virgil y Alan vuelan el muro creando a su manera una puerta trasera con un dispositivo explosivo. Él se impresiona con la velocidad de su rescate. Entretanto, Parker ha abierto la puerta delantera pero ha destruido el alfiler de pelo en el proceso. Silton y Lovegrove se horrorizan con la rapidez con la que Parker pudo abrirla.
En el FAB 1, Penélope le pregunta a Parker por qué le tomó menos tiempo abrir la nueva bóveda que la vieja. Parker explica eso porque la primera vez tenía un público. Parker revela que Fred no estaba después de todo envuelto. Fred destruye un muro en la bóveda, solo para descubrir que dos intentos de entrar ya han forzado la entrada antes que él.

## Reparto

### Reparto de voz regular
- Jeff Tracy — Peter Dyneley
- Scott Tracy — Shane Rimmer
- Virgil Tracy — David Holliday
- Alan Tracy — Matt Zimmerman
- Gordon Tracy — David Graham
- John Tracy — Ray Barrett
- Brains — David Graham
- Tin-Tin Kyrano — Christine Finn
- Abuela Tracy — Christine Finn
- Lady Penélope Creighton-Ward — Sylvia Anderson
- Aloysius "Nosey" Parker — David Graham

### Reparto de voz invitado
- Lord Silton - Peter Dyneley
- Lovegrove - Ray Barrett
- Lambert - David Graham
- Lil 	Sylvia Anderson
- Fred "Dedos ligeros" - David Graham
- Taylor - David Graham
- Carter - Shane Rimmer
- Moore - David Graham
- Longman - Peter Dyneley
- Barrett - David Graham
- Policía - David Graham

## Equipo principal
Los vehículos y equipos vistos en el episodio son:
- Thunderbird 1
- Thunderbird 2 (llevando la Vaina 5)
- Thunderbird 5
- FAB1
- Hoverbikes

## Errores
- Cuando Lovegrove comprende que Lambert todavía está en la bóveda, Carter se expresa inicialmente por Shane Rimmer pero después por David Graham.
- Virgil y Alan llegan a la estación del Banco vía un túnel de Piccadilly Circus, aunque las dos estaciones están en líneas diferentes del metro: Piccadilly Circus está en las líneas Piccadilly y Bakerloo, mientras que el Banco está en las líneas Central, Northern, Waterloo & City y Docklands.